# Lights and Shadows
«Lights and Shadows» (рус. Свет и тени) — песня нидерландской группы O’G3NE, представленная на конкурсе «Евровидение-2017» в Киеве.

## Евровидение
29 октября 2016 года было объявлено, что O’G3NE будет представлять Нидерланды на Евровидении 2017 года. В январе было подтверждено, что выбрано три песни, для представления Нидерланов, и один из них был написан Риком Фолом. 2 февраля было подтверждено, что была выбрана песня Фола. 2 марта было объявлено название песни «Lights and Shadows», а песня была выпущена на следующий день. Нидерланды участвовали в первой половине второго полуфинала на Евровидении и заняли 11-е место в финале.

## Композиция
| №  | Название             | Длительность |
| -- | -------------------- | ------------ |
| 1. | «Lights and Shadows» | 3:00         |